# هوزان دینو
دینو یا هوزان دینو (به کردی: Dîno) (زادهٔ ۱۹۶۹) خواننده‌ کرد اهل ترکیه می‌باشد.

## زندگی هنری و شخصی
دینو چهار آلبوم را با همکاری Mir و Kom Muzik منتشر کرد. جالب‌ترین ویژگی آلبوم‌های او این است که شعر و موسیقی کاملاً مال دینو است. او با صدای بی نظیرش خود را نزد مردم کرد پذیرفت و جای خود را در موسیقی کردی باز کرد.
هوزن دینو هنر خود را اینگونه معرفی می‌کند:
من سعی می‌کنم هنرمند مردمی باشم که عشق و آزادیشان ربوده شده، امیدهایشان به عقب رانده شده، شادیشان زنده نشده‌است و به عنوان درس انسانیت، هنوز پای پیاده هستند.

## آلبوم‌ها
- Lê Dayê (۲۰۰۲)
- Çû (۲۰۰۵)
- Namûs (2007)
- Dîsa Çu (2011)
- Roj (2020)